# Chérac
Chérac – miejscowość i gmina we Francji, w regionie Nowa Akwitania, w departamencie Charente-Maritime.
Według danych na rok 1990 gminę zamieszkiwało 1045 osób, a gęstość zaludnienia wynosiła 35 osób/km² (wśród 1467 gmin regionu Poitou-Charentes Chérac plasuje się na 289. miejscu pod względem liczby ludności, natomiast pod względem powierzchni na miejscu 168.).